# Неринга
Неринга́, Ня́ринга (лит. Neringa) — город и курорт на Куршской косе между Балтийским морем и Куршским заливом в Клайпедском уезде Литвы. Образует Нерингское самоуправление, состоящее из четырёх бывших населённых пунктов — Нида, Прейла, Пярвалка, Юодкранте. Административный центр — Нида.
Находится на территории национального парка Куршской косы. В 2000 году Куршская коса была включена в Список всемирного природного наследия ЮНЕСКО.
Образован в 1961 году, как город республиканского подчинения, в 1995 году присвоен статус городского самоуправления, в 1999 году статус изменён на самоуправление.

## Физико-географическая характеристика
Неринга — самый западный город в Литве. Граничит с Калининградской областью России. Вытянута вдоль моря на 50 км, объединяя бывшие посёлки — Нида, Прейла, Пярвалка, Юодкранте.
83,9 % территории города занимают леса.

## История

### Название
Название города является относительно новым и не встречается в старых писаниях. «Neringa» происходит от немецкого слова Neringe, Nerunge, Nehrung, которое само по себе является производным от куршского слова «Nerija», означающего длинную полуостровную косу.

### Герб
Герб был утверждён в 1997 году. Он разделён на шесть чёрных и серебряных полей, символизирующих Вымпелы деревень Куршской косы: Ниды, Прейлы, Первалки, Юодкранте, Пурвине и Карвайчяй. «N» символизирует город Неринга.

### История
Неринга принадлежала бывшим южно-куршским землям. С 1252 года регион находился под властью различных правительств Германии, начиная с тевтонских рыцарей, а затем Пруссии и Германии. Уже в 1569 году была отмечена «путаница языков». На косе говорили на многих языках — немецком, литовском, латышско-куршском и прусском. По данным 1897 года около 60 % населения основных населённых пунктов косы говорили на куршском языке. Почти все курши также понимали литовский язык, поэтому богослужение проводилось на нём.
До XX века все поселения были только рыбацкими деревнями. После первой мировой войны сюда начали приезжать туристы. Их привлекал красивый и уникальный ландшафт, песчаные дюны и пляжи.
В 1946 году Нида, Прейла и Юодкранте были признаны посёлками городского типа. В 1961 году Нида и другие посёлки на литовской половине Косы (Юодкранте, Прейла и Пярвалка) были объединены в город Неринга. Делалось это для упрощения административного управления посёлками, которые, будучи расположены на расстоянии километров друг от друга, никогда не образовывали единый город. Нида была назначена административным центром, а Неринга получила статус ландшафтного заповедника.

## Транспорт
Двумя паромными переправами связан с Клайпедой. Через город пролегает шоссе Калининград — Клайпеда.

## Население
| Численность населения | Численность населения | Численность населения | Численность населения | Численность населения |
| 1970                  | 1979                  | 1989                  | 2001                  | 2010                  |
| --------------------- | --------------------- | --------------------- | --------------------- | --------------------- |
| 1990                  | ↗2242                 | ↗2478                 | ↘2386                 | ↗3682                 |

| Год  | Численность | Численность |
| ---- | ----------- | ----------- |
| 2001 | 2399        | [ 10 ]      |
| 2002 | 2202        | [ 10 ]      |
| 2003 | 2160        | [ 10 ]      |
| 2004 | 2244        | [ 10 ]      |
| 2005 | 2316        | [ 10 ]      |
| 2006 | 2230        | [ 10 ]      |
| 2007 | 2204        | [ 10 ]      |
| 2008 | 2300        | [ 10 ]      |
| 2009 | 2477        | [ 10 ]      |
| 2010 | 2403        | [ 10 ]      |
| 2011 | 2564        | [ 10 ]      |
| 2012 | 2641        | [ 10 ]      |
| 2013 | 2719        | [ 10 ]      |
| 2014 | 2752        | [ 10 ]      |
| 2015 | 2879        | [ 10 ]      |
| 2016 | 3020        | [ 10 ]      |
| 2017 | 3097        | [ 11 ]      |
| 2018 | 3224        | [ 12 ]      |
| 2019 | 3455        | [ 10 ]      |
| 2020 | 3530        | [ 10 ]      |
| 2021 | 3609        | [ 10 ]      |
| 2022 | 3903        | [ 10 ]      |
| 2023 | 4022        | [ 10 ]      |

## Галерея

### Юодкранте

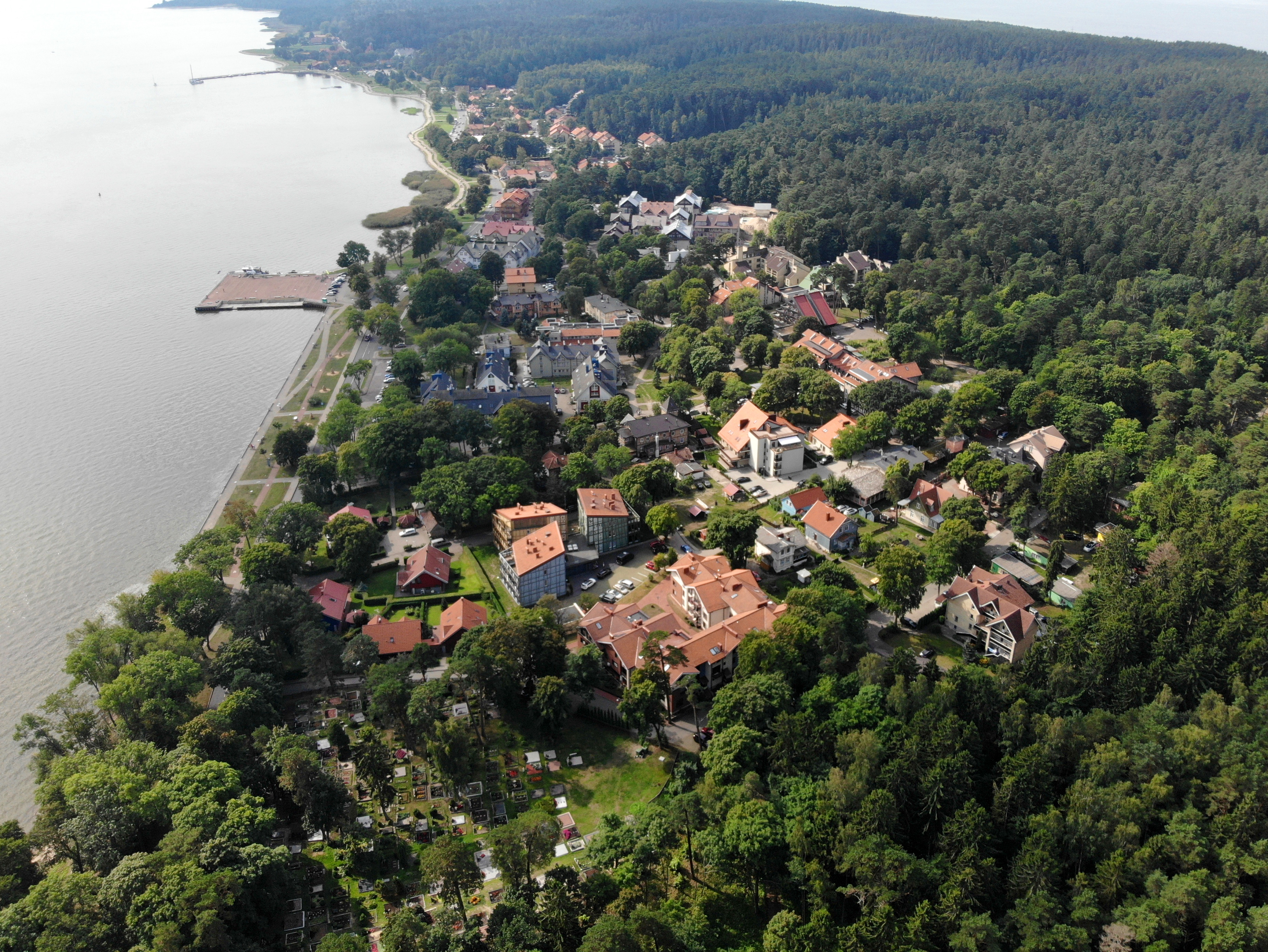
Город с высоты птичьего полета
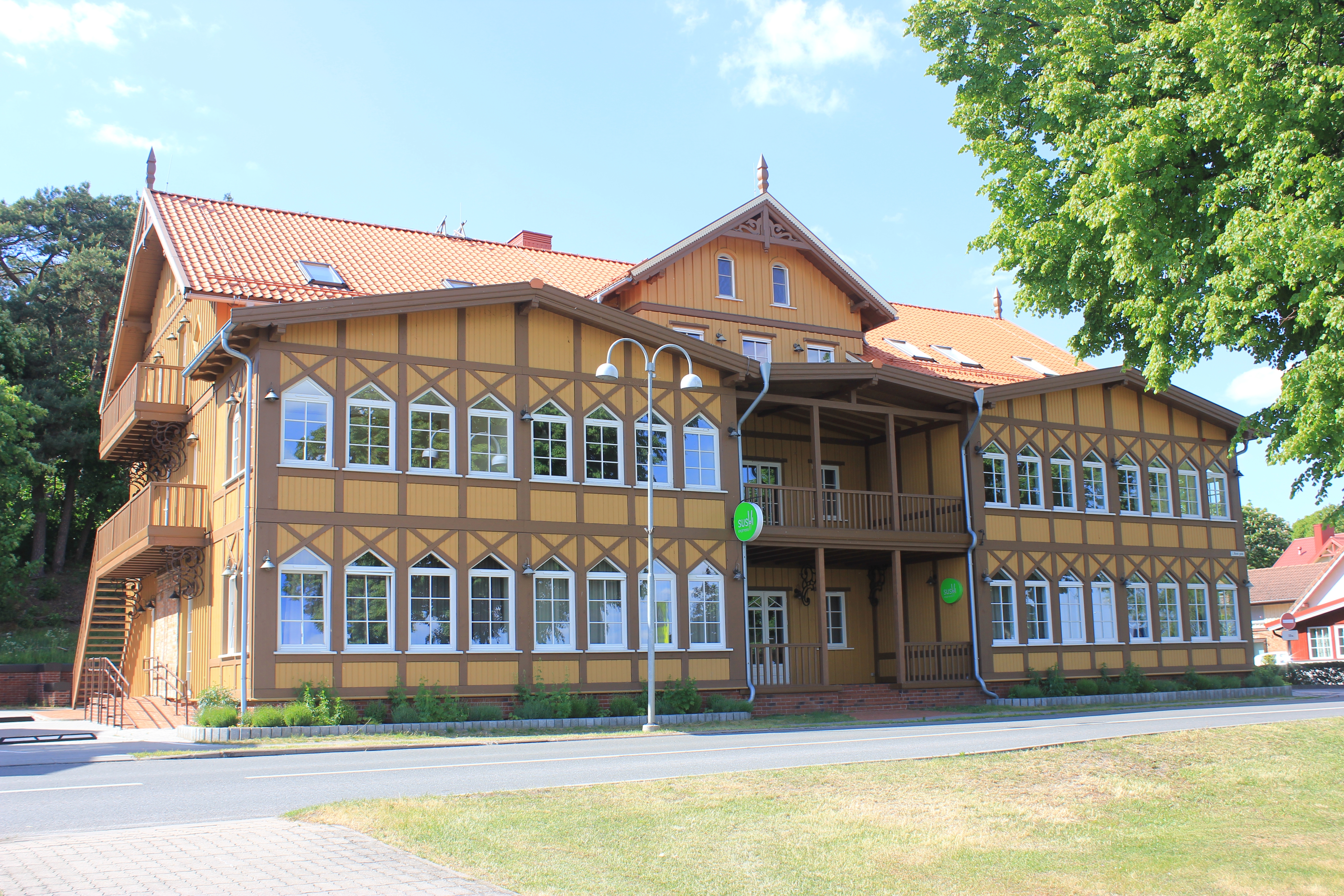
Традиционный дом
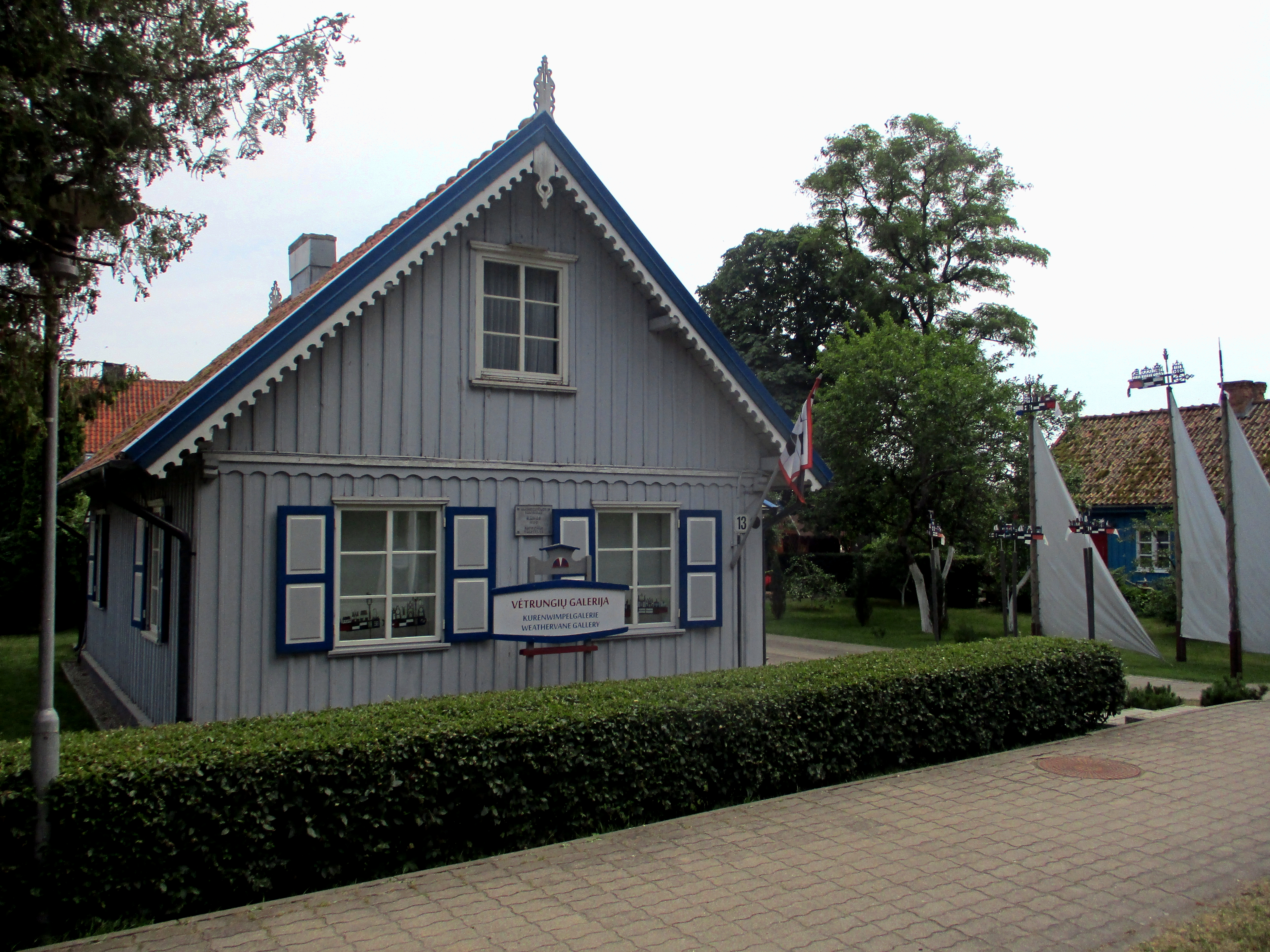
Галерия Куршских вымпелов
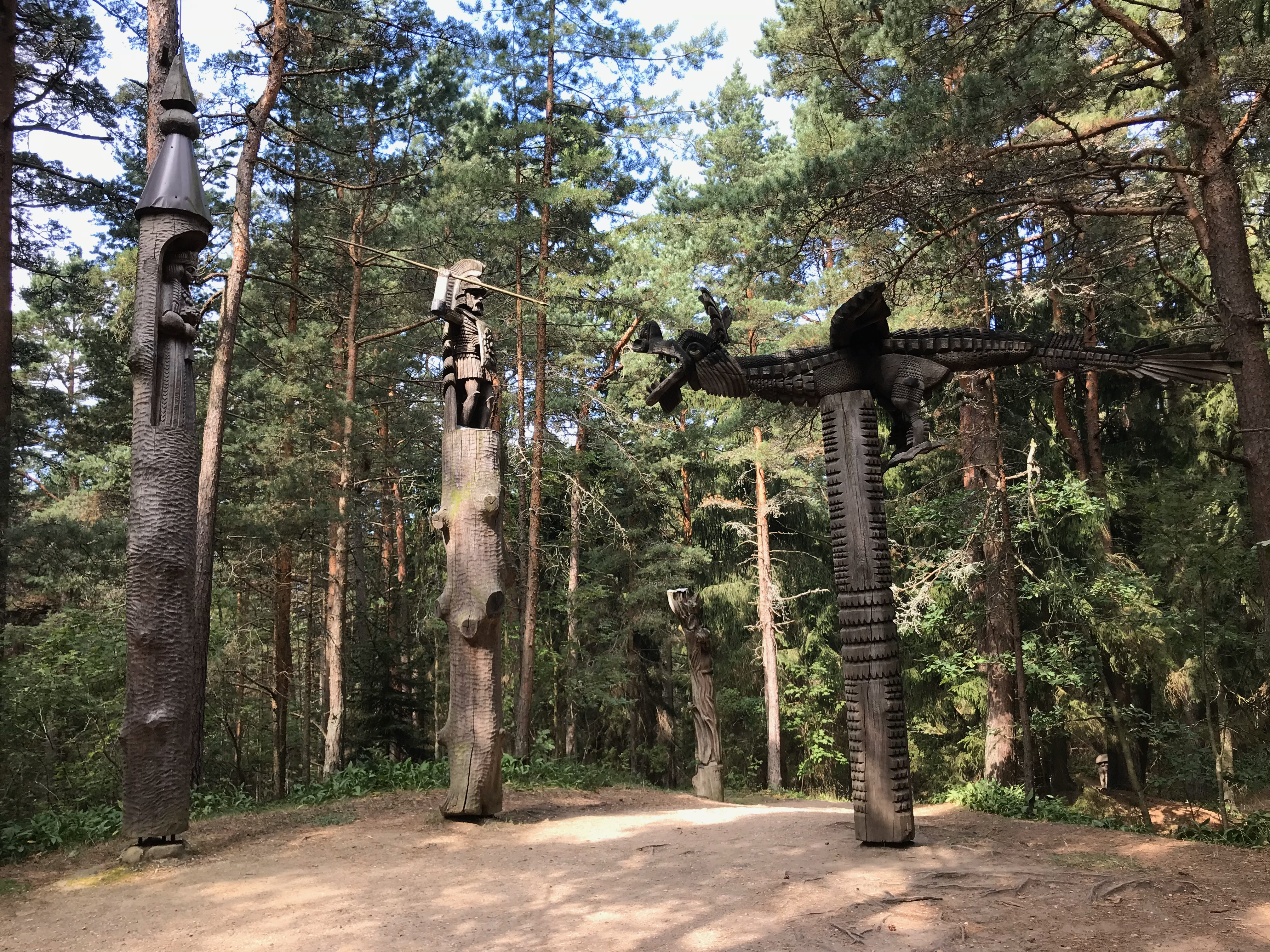
Гора ведьм
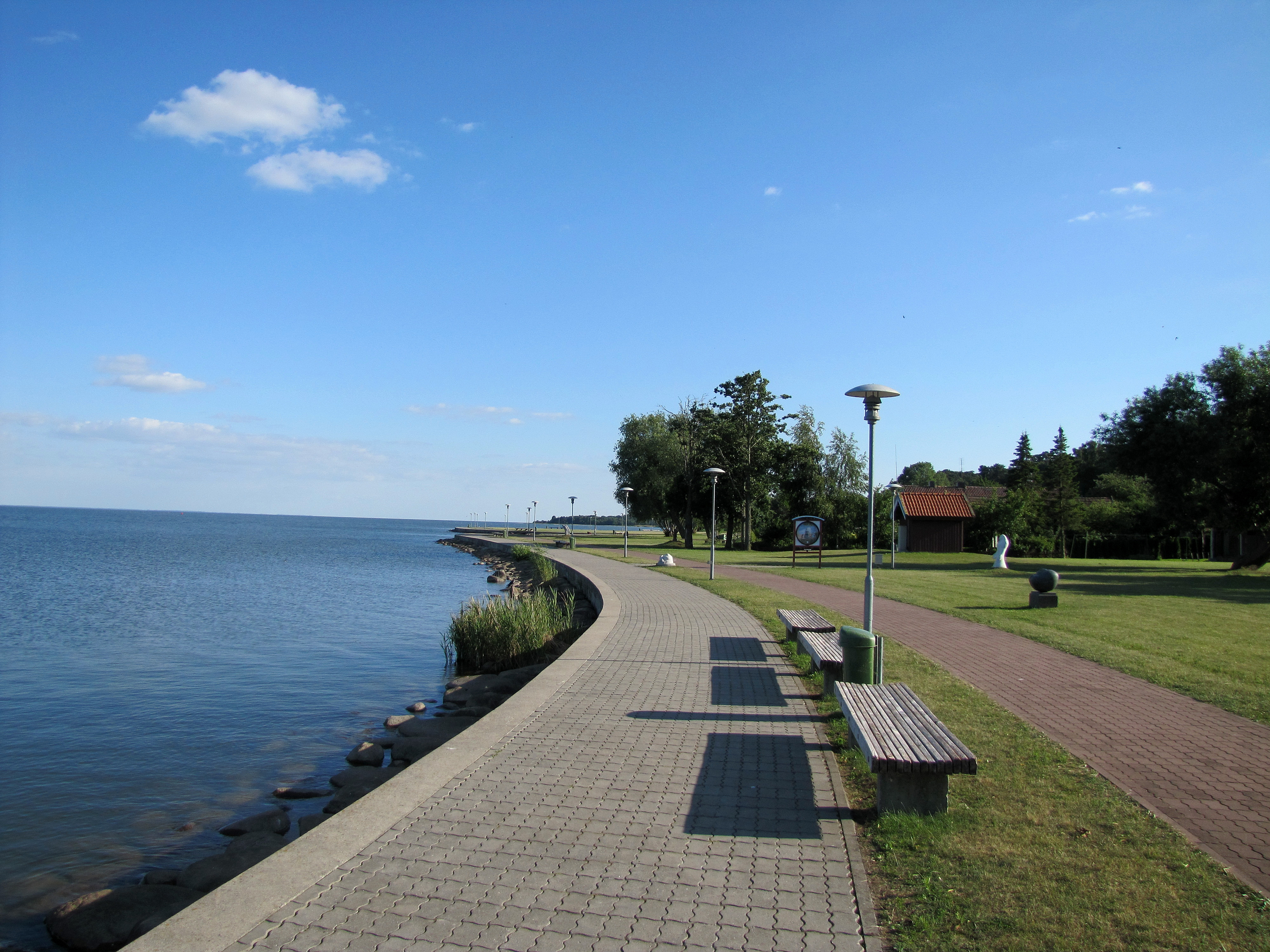
Берег Куршского залива

### Пярвалка

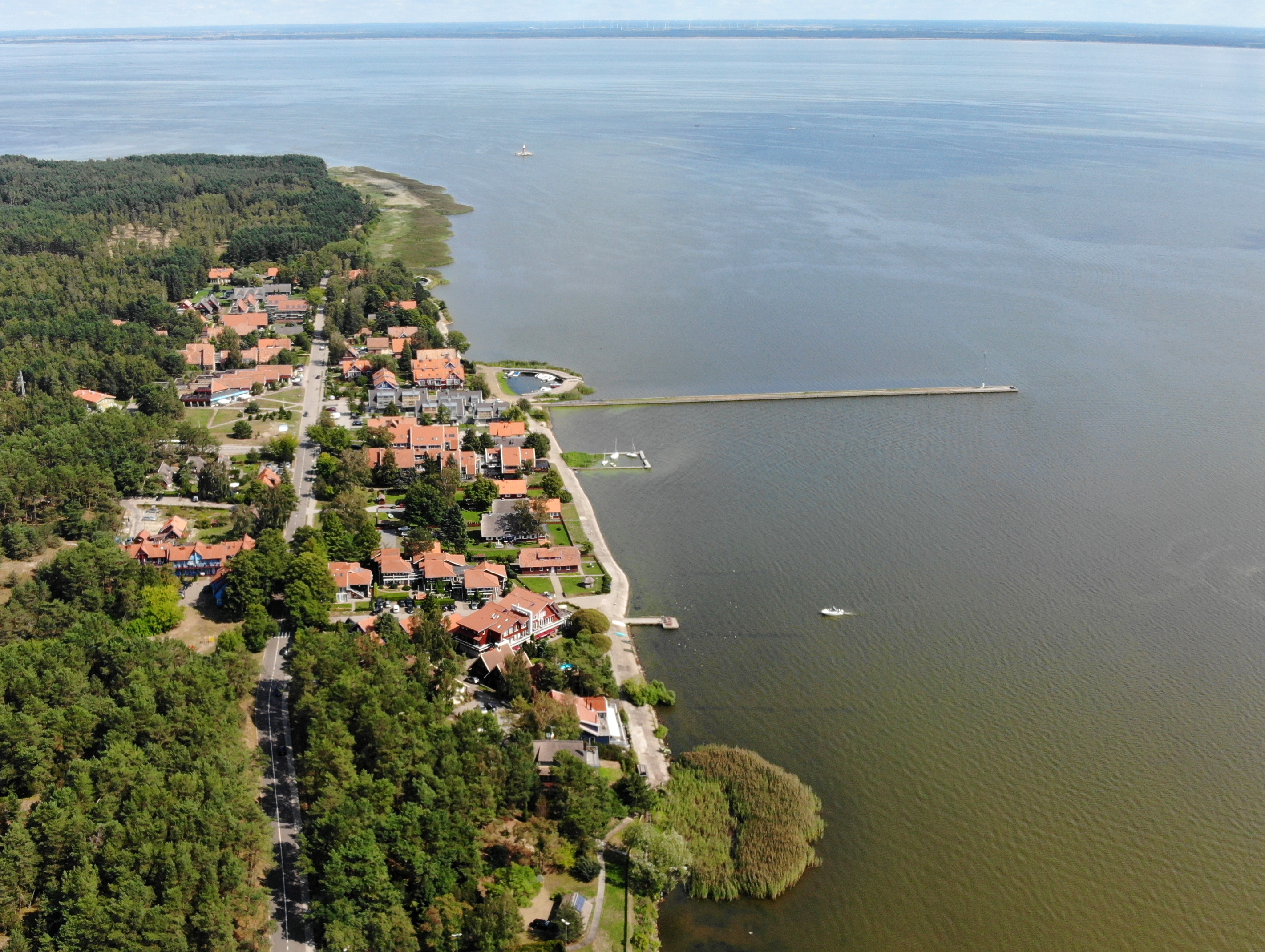
Город с высоты птичьего полета
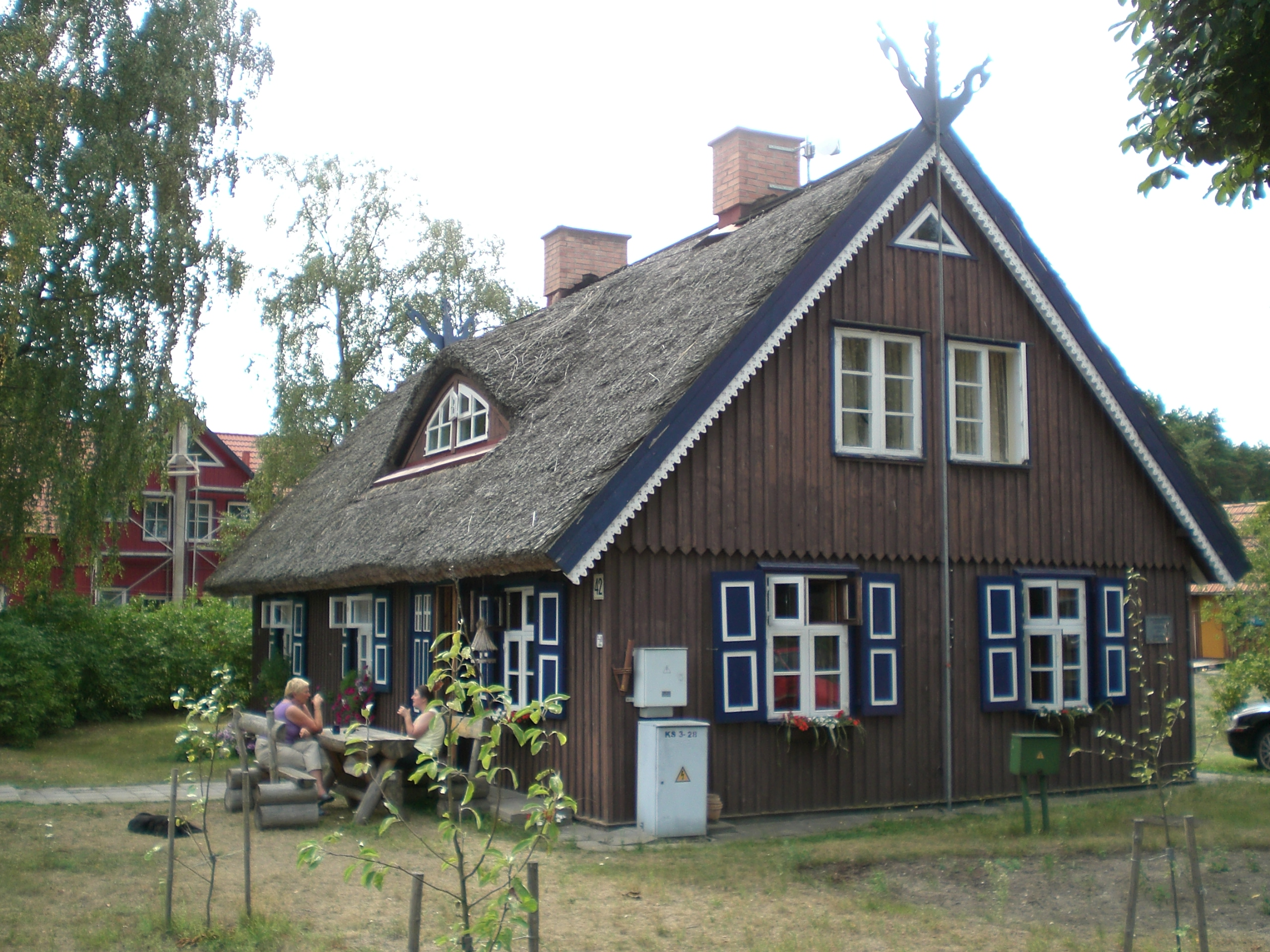
Традиционный дом
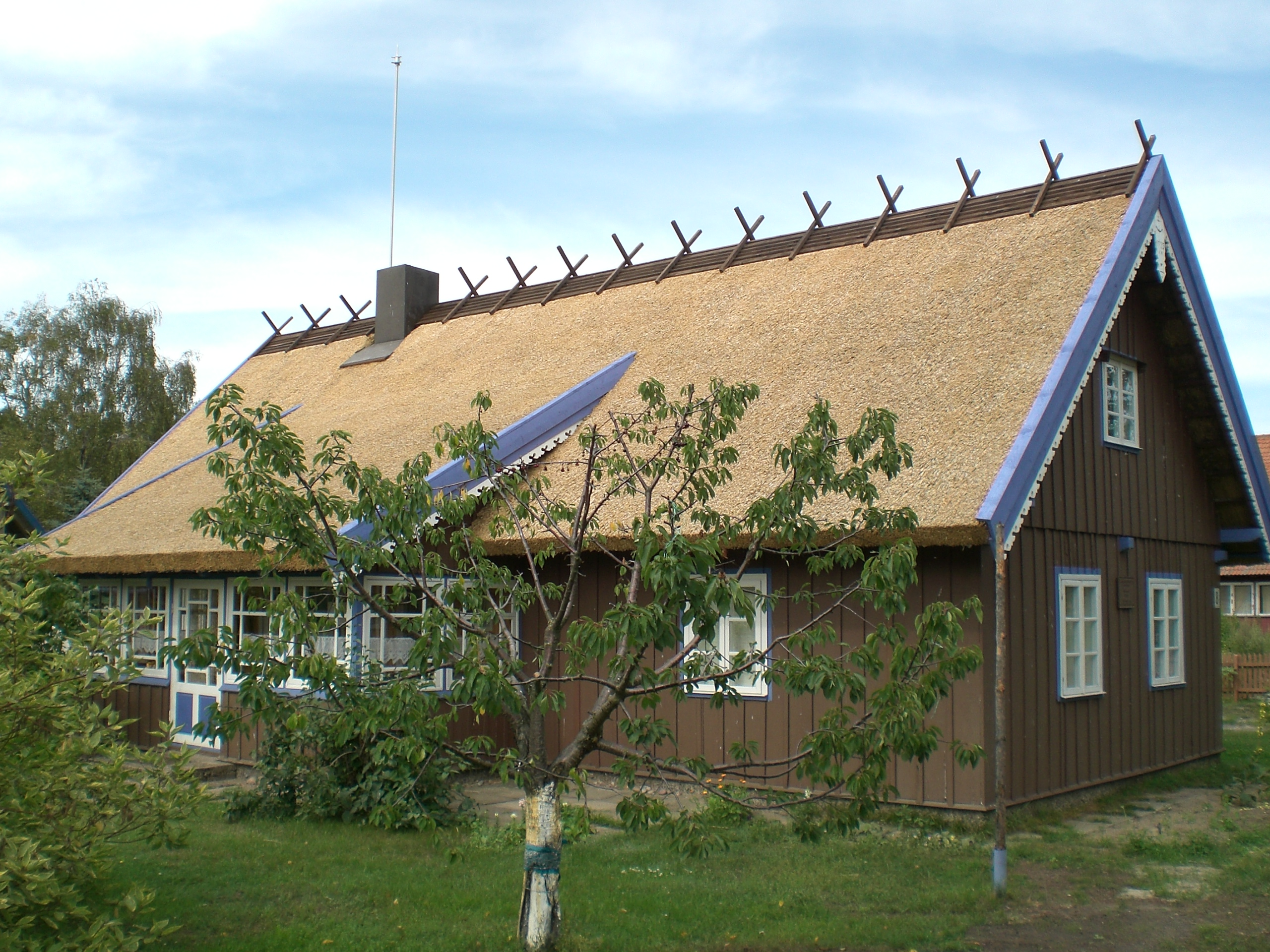
Дом, начало XX века
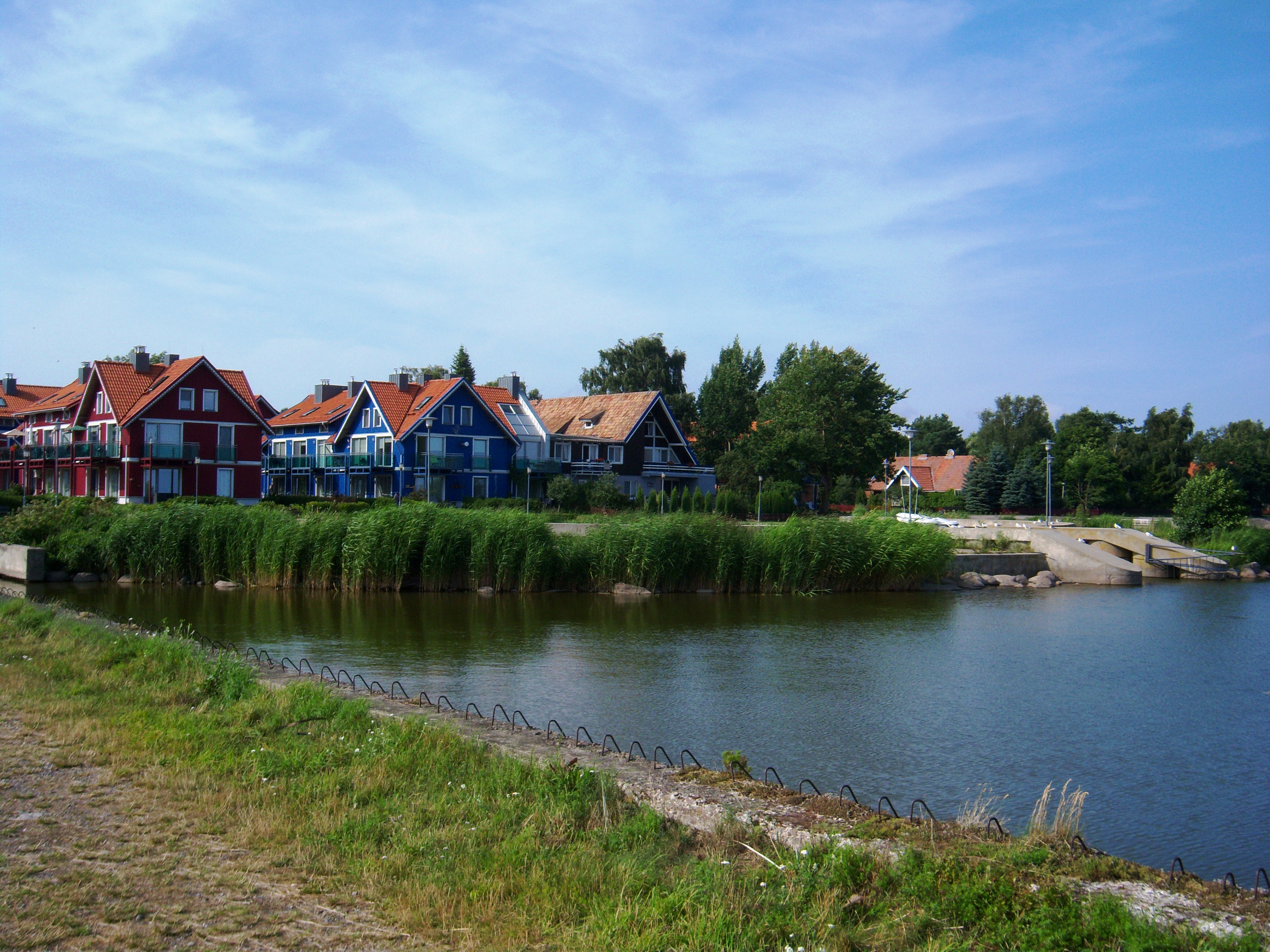
Берег Куршского залива
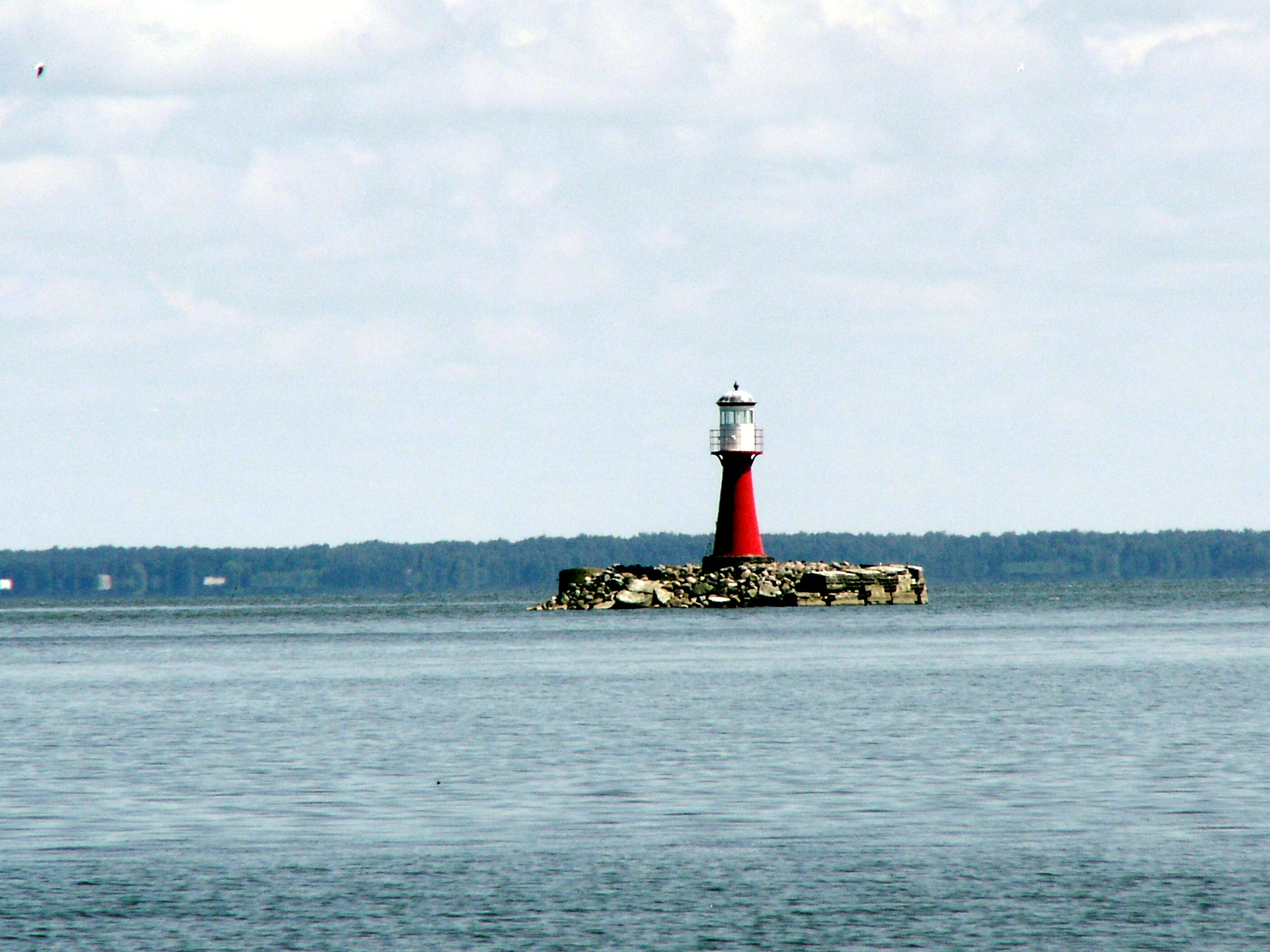
Маяк в Первалке

### Прейла

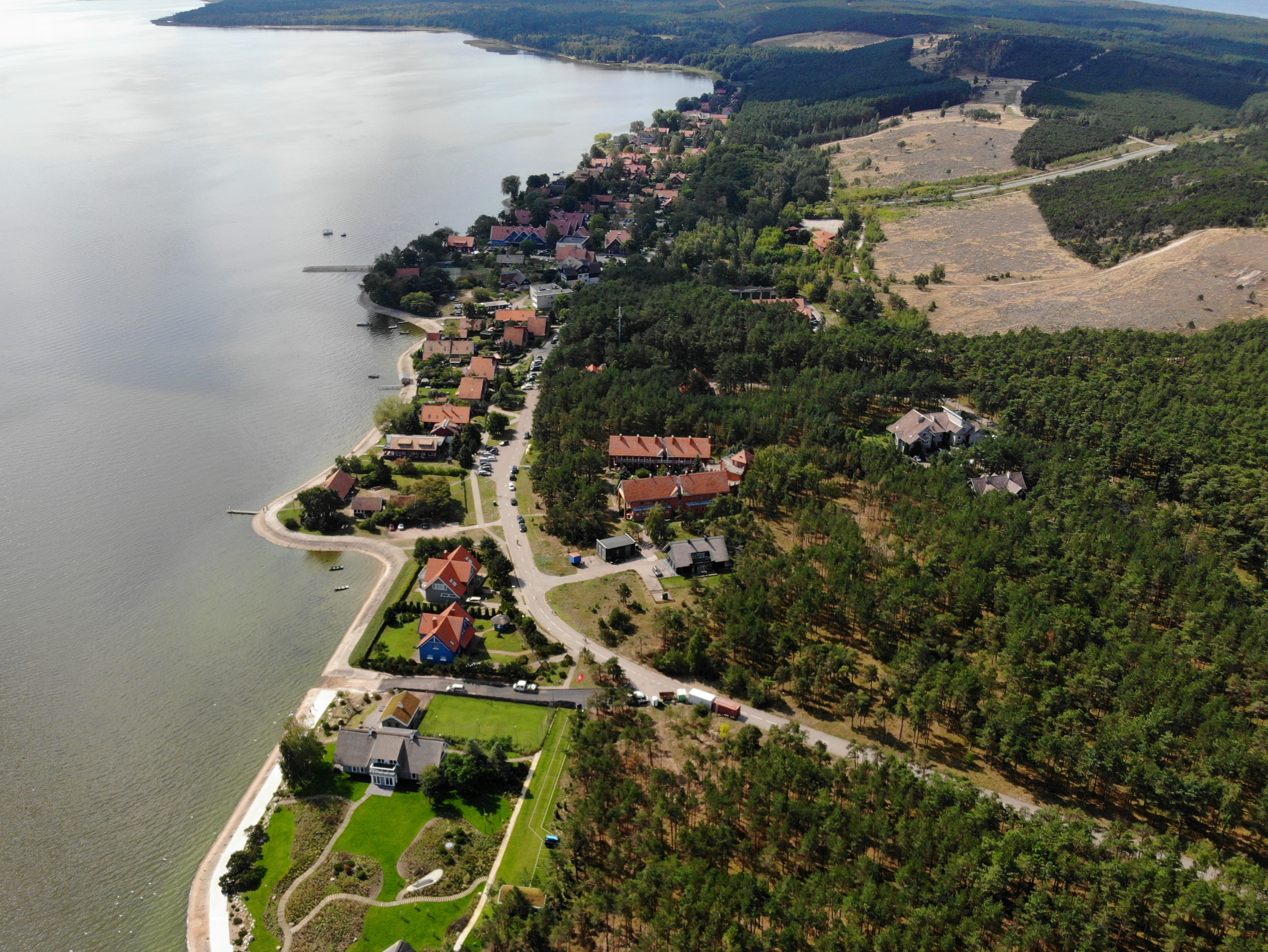
Город с высоты птичьего полета
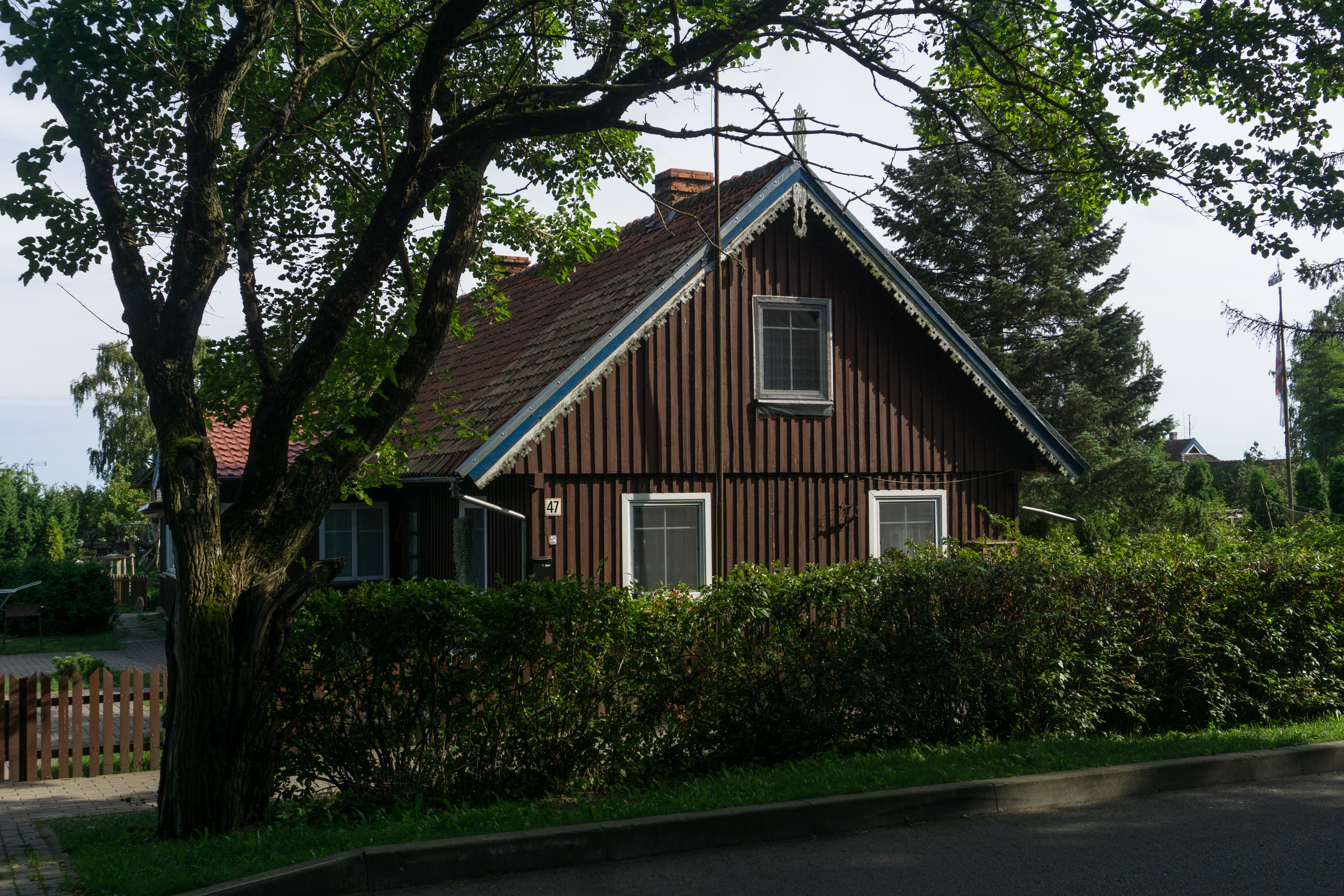
Дом, начало XX века
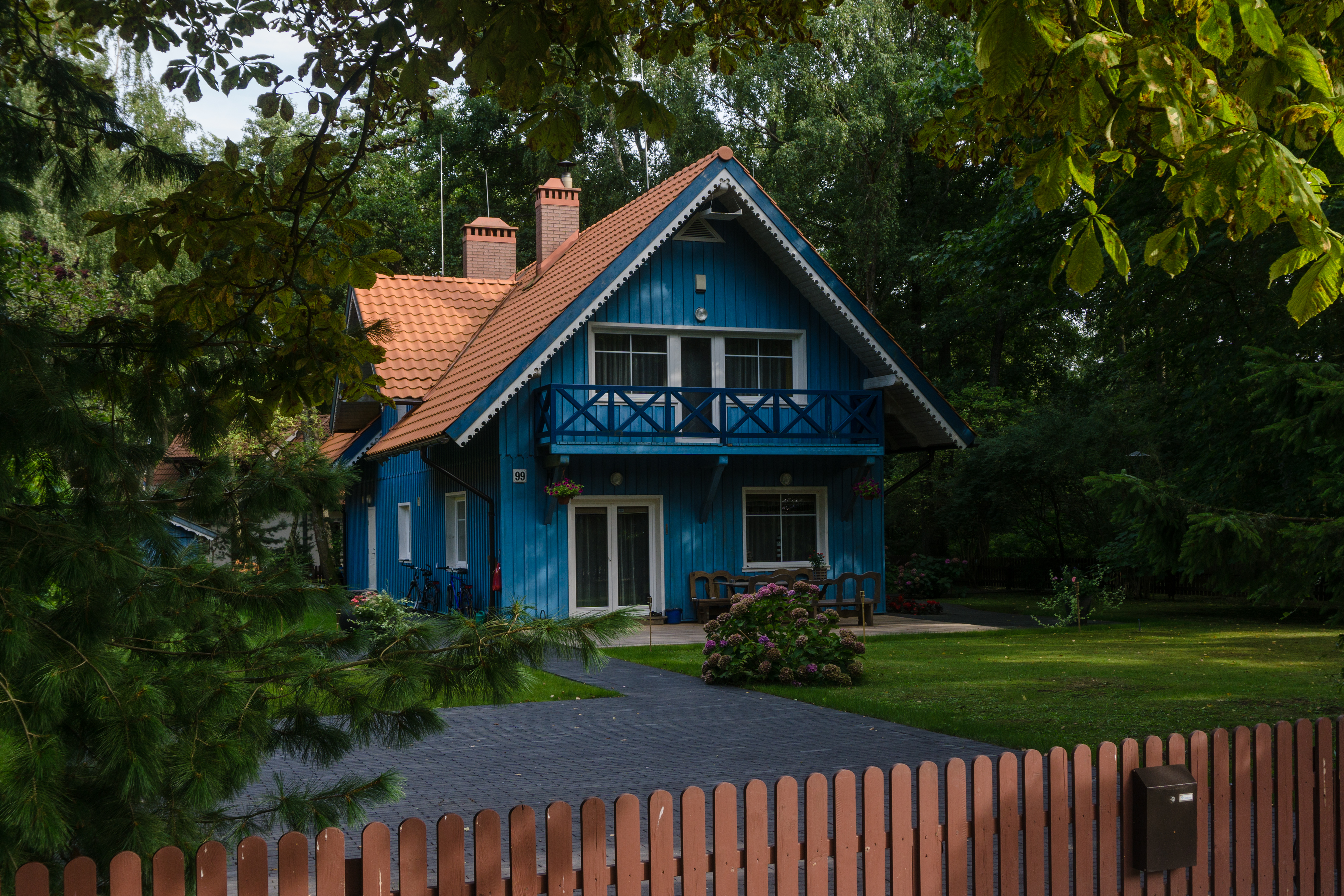
Традиционный дом
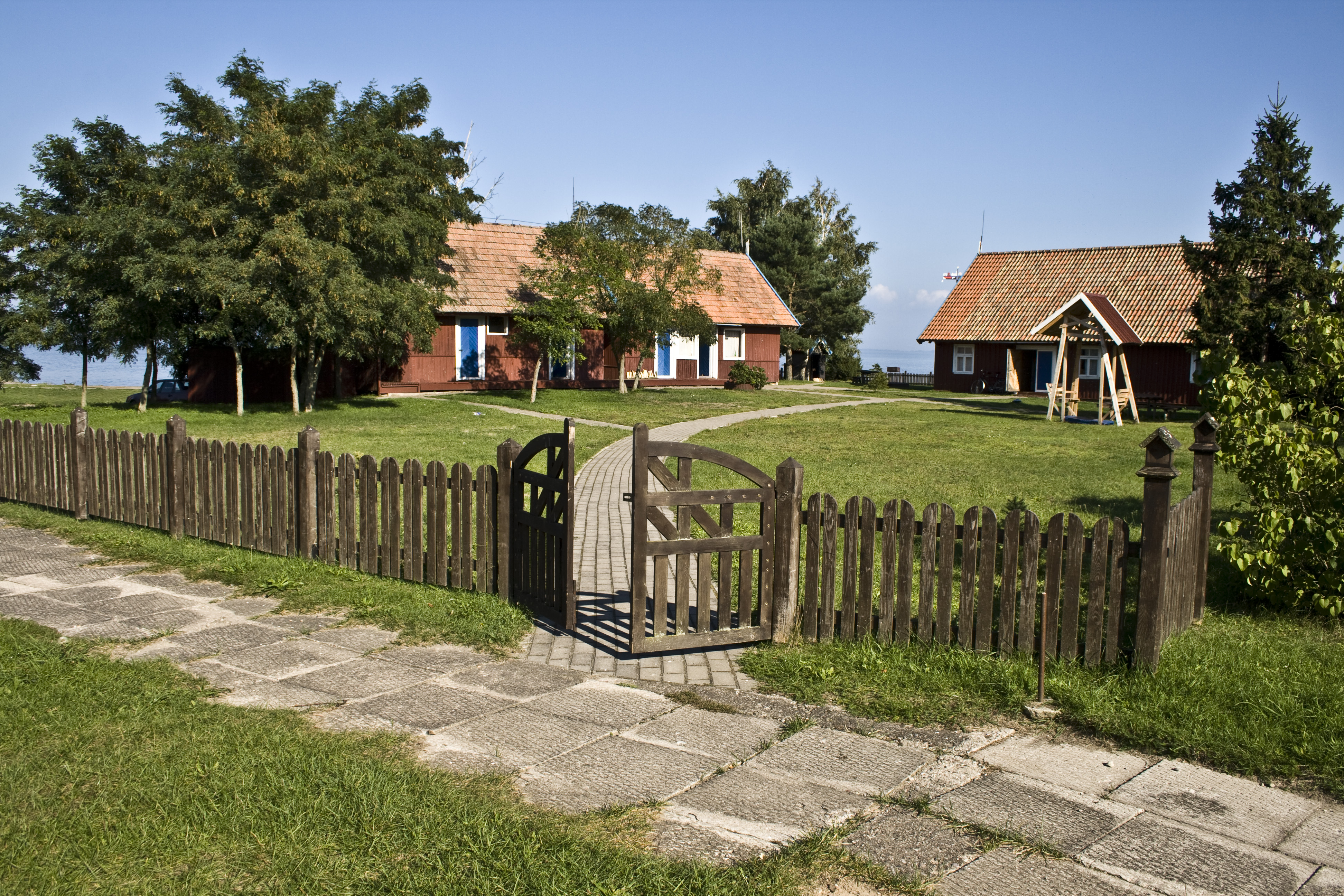
Старая архитектура
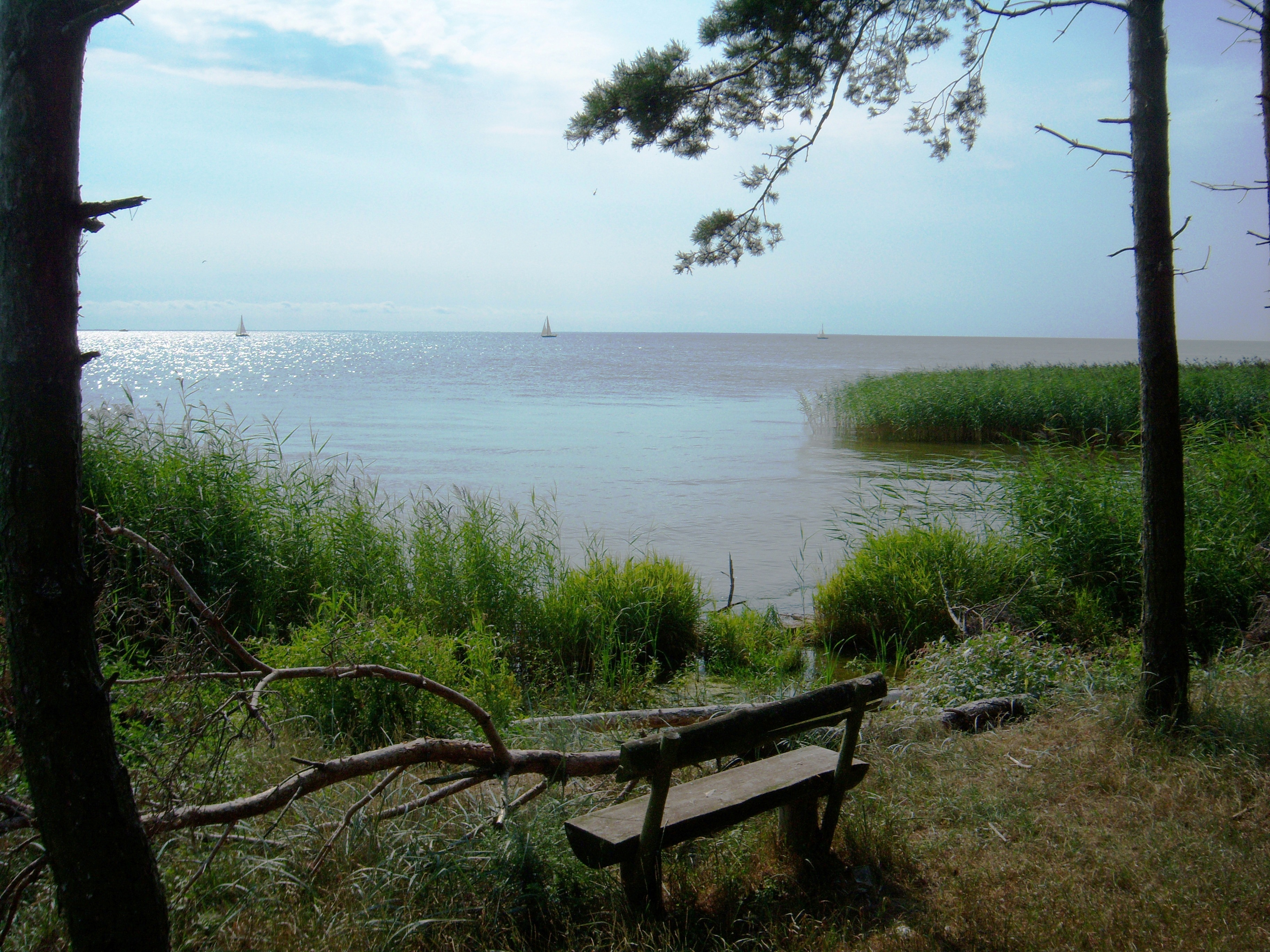
Природа

### Нида

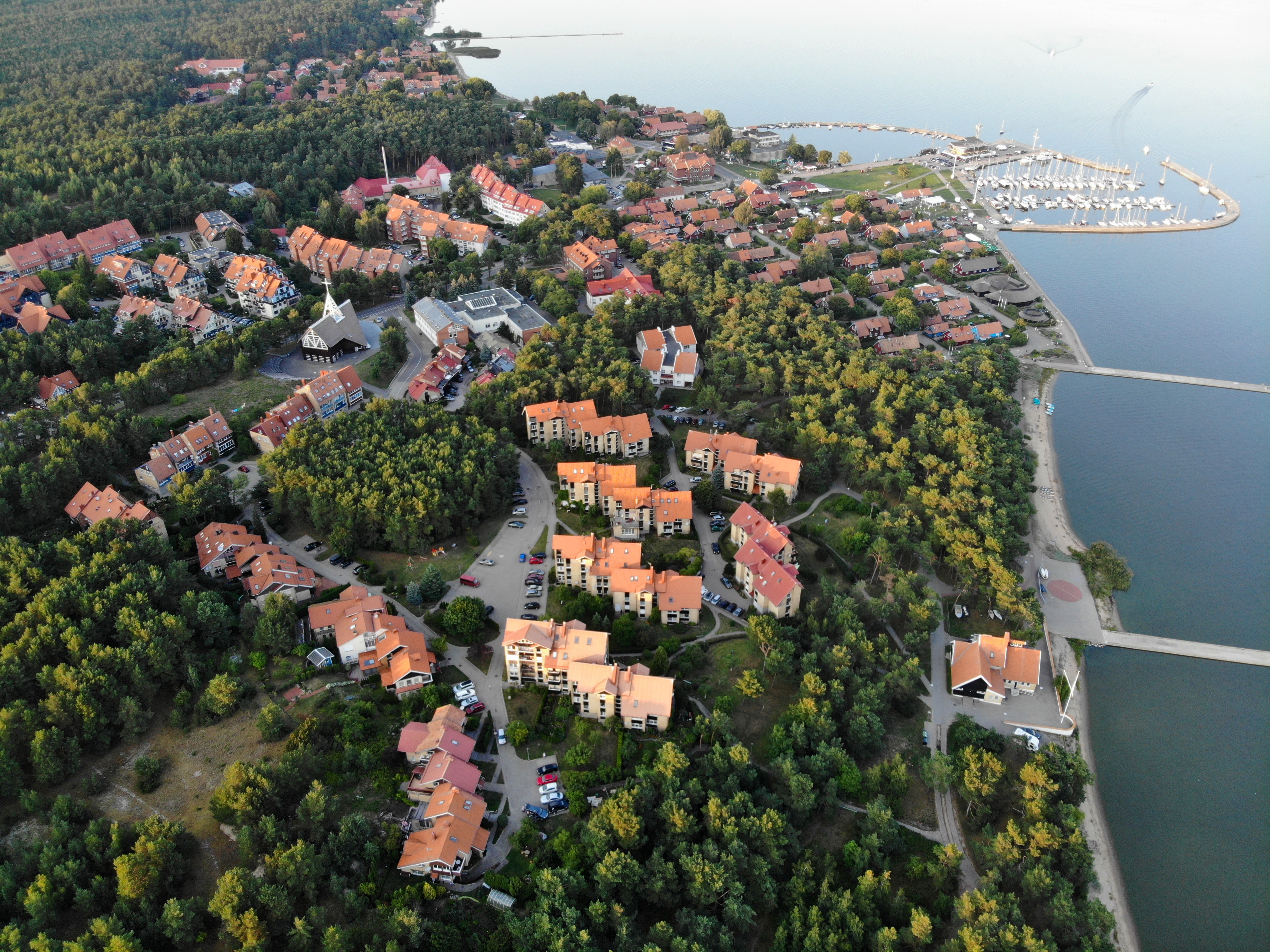
Город с высоты птичьего полета
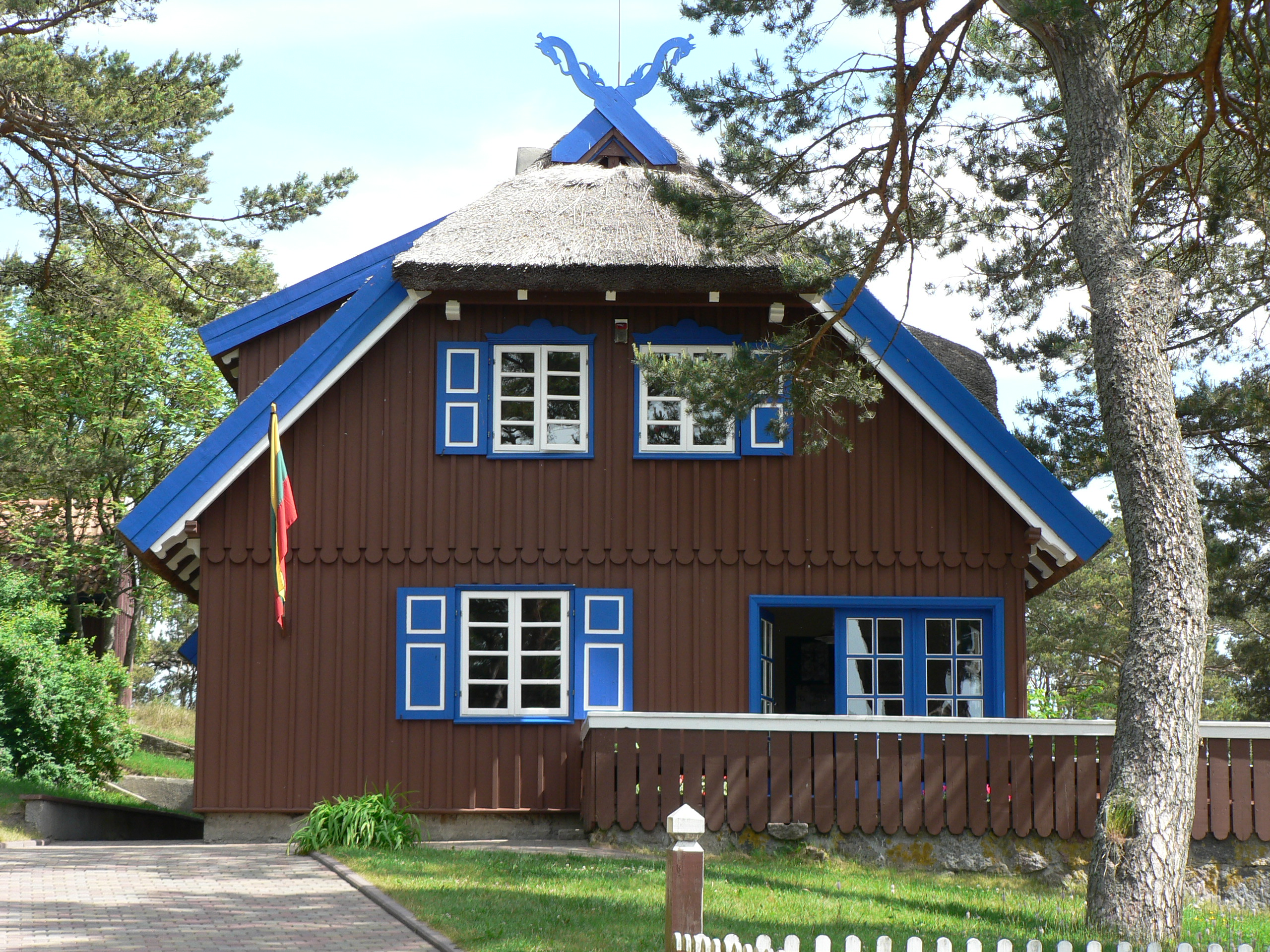
Дом Томаса Манна
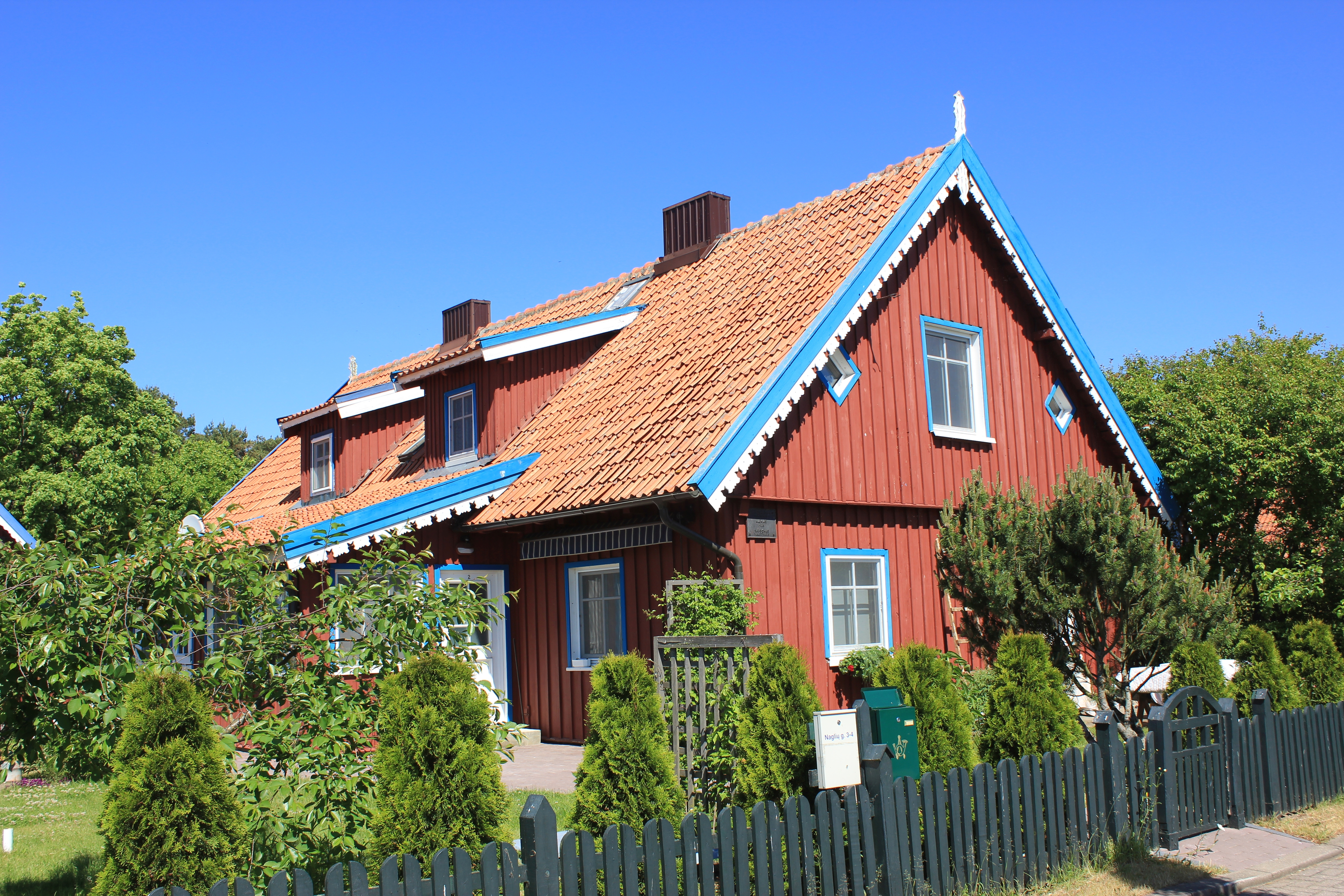
Традиционный нерингский дом
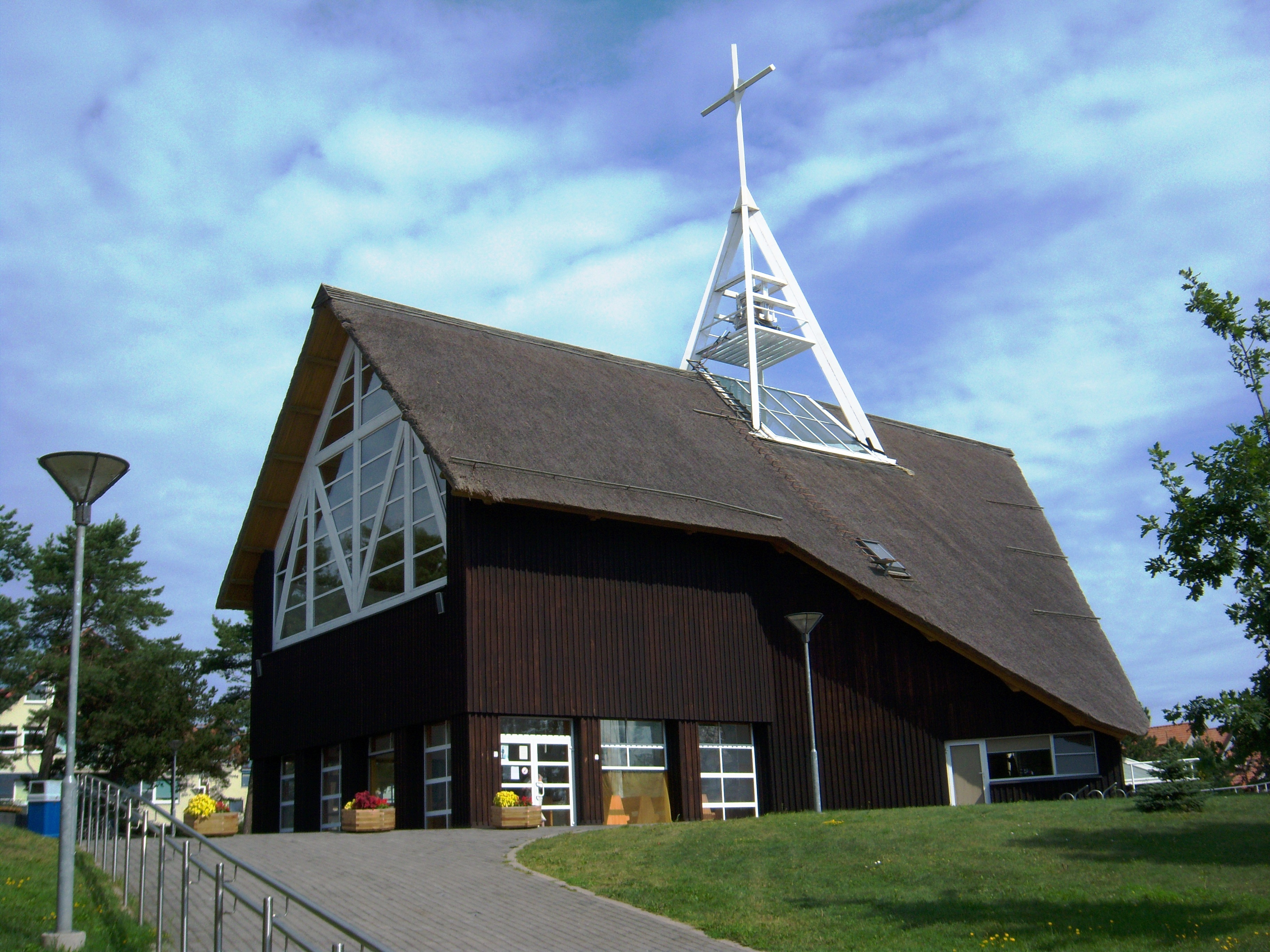
Католическая церковь в Ниде
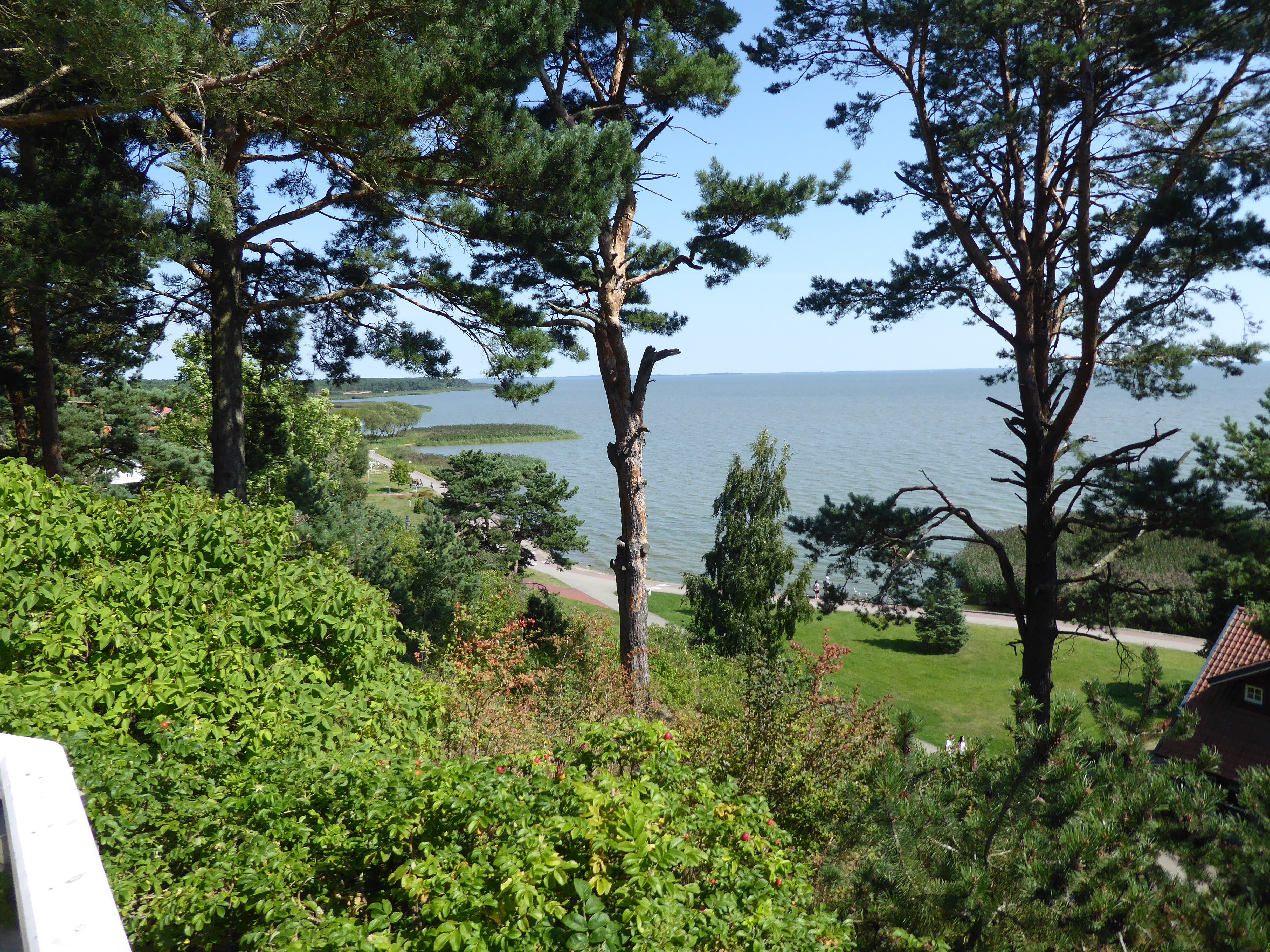
Вид на Куршский залив